# St. Michael (Heustreu)

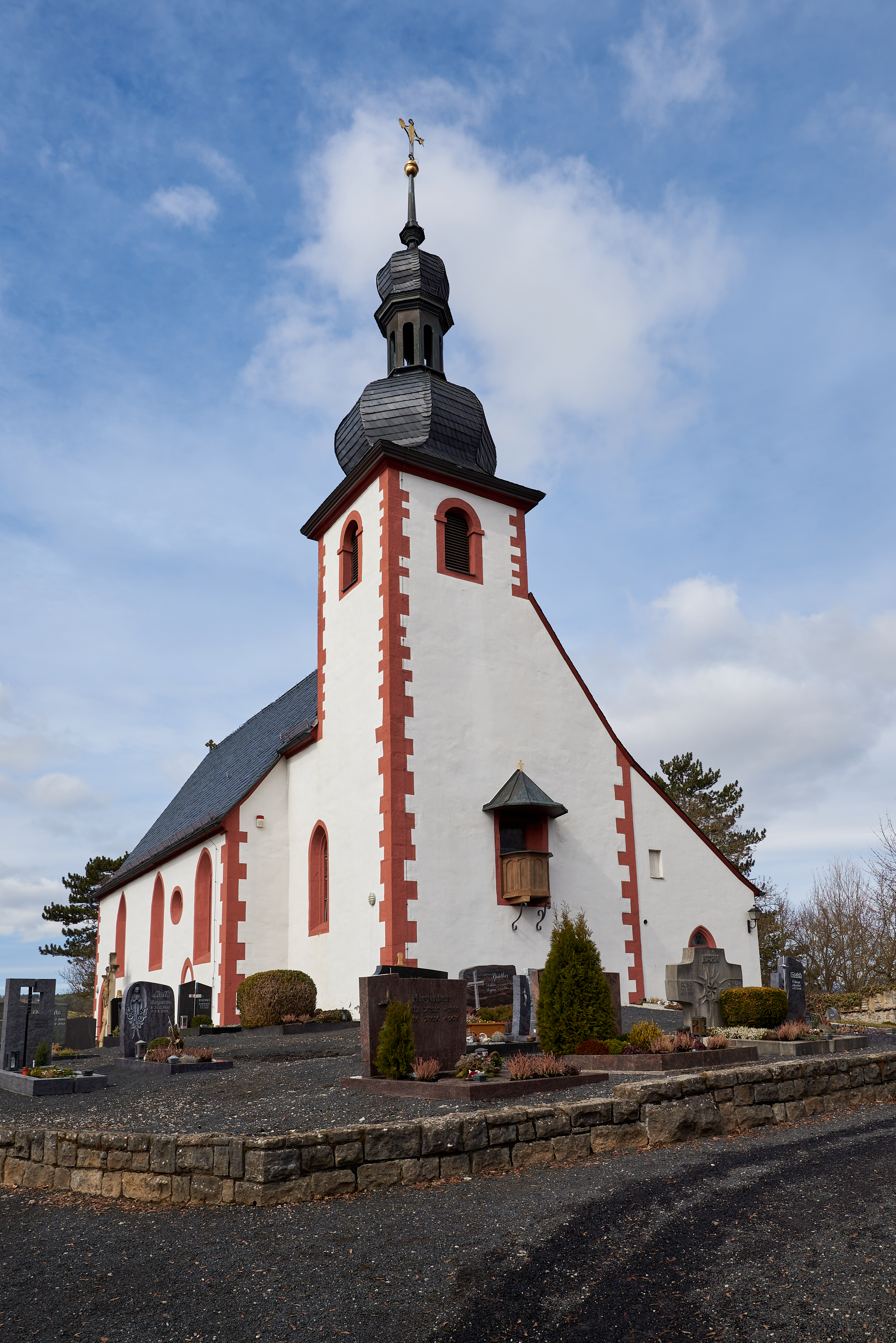
Die Kirchenburg an der Streu

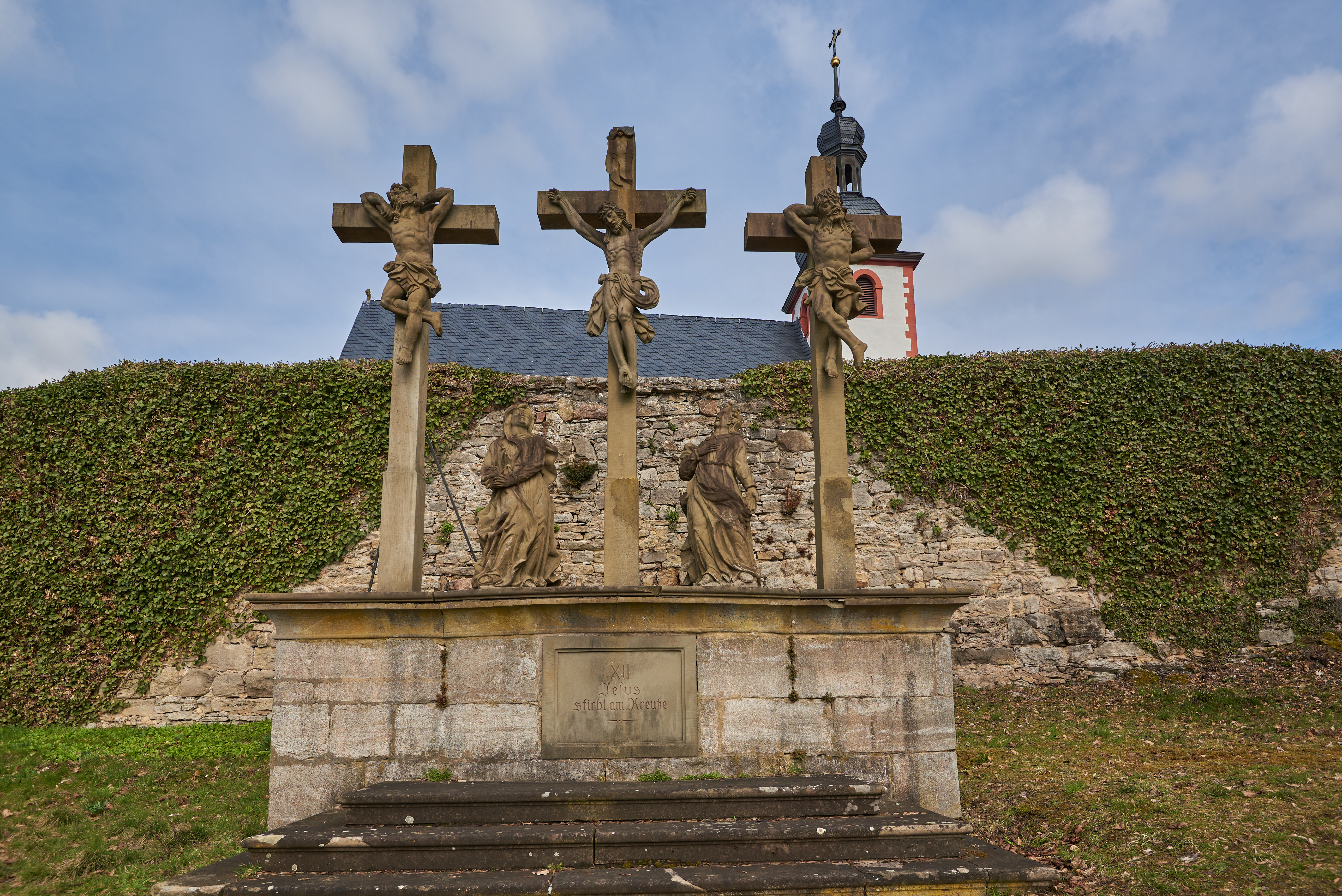
Die Kreuzigungsgruppe des Kreuzwegs

Die St.-Michaels-Kirche befindet sich in Heustreu, einer bayerischen Gemeinde im unterfränkischen Landkreis Rhön-Grabfeld. Das Patrozinium ist dem Erzengel Michael gewidmet und gehört zum Dekanat Rhön-Grabfeld im Bistum Würzburg.
Die Chorturmkirche gehört zu den Baudenkmälern von Heustreu und ist unter der Nummer D-6-73-133-12 in der Bayerischen Denkmalliste registriert.
In Heustreu befindet sich zusätzlich die Pfarrkirche, die ebenfalls St. Michael beziehungsweise Zu den Heiligen Engeln heißt.

## Geschichte
Die Kirche befindet sich auf dem Michaelsberg, zu dessen Fuß sich der Ort Heustreu ausbreitet. Die Bergkirche ist von der Mauer einer ehemaligen Kirchenburganlage umgeben, die auch den Friedhof des Ortes umgibt. Ein Kreuzweg mit 14 Stationen sowie einige Bildstöcke aus dem Jahr 1762 führen den Berg hinauf zur Kirche.
Wann genau eine erste Kirche an dieser Stelle erbaut wurde, ist unbekannt. Fest steht nur, dass es schon im 13. Jahrhundert hier ein Gotteshaus gab, das die gleiche Größe wie das heutige hatte. Im Jahr 1454 fand auf den spätromanischen Außenmauern der bis heute erhaltene gotische Umbau statt. Das Langhaus mit Satteldach datiert laut dendrochronologischer Datierung von 1456. Auf der nördlichen Seite der Kirche befindet sich die kleine Sakristei von 1905 sowie eine kleine Andachtskapelle mit Bleiglasfenstern sowie einigen Heiligenfiguren und der Gottesmutter.
Der Kirchturm weist auf der nördlichen und der westlichen Seite eine Verjüngung im Obergeschoss auf, die beim Umbau im 15. Jahrhundert entstand und nur durch den Einbau eines komplizierten Unterzugssystems und die Errichtung eines Kreuzgewölbes im Turminneren umgesetzt werden konnte. Der Aufbau des Turms ist für die Region untypisch. Im Turminneren entstanden wohl kurz nach dem Bau des Kreuzgewölbes in Freskotechnik vollflächig im gesamten Untergeschoss Bilder durch einen unbekannten Künstler, die bis auf wenige Fehlstellen noch vollständig erhalten sind. Die Bilder sind farbenfroh gestaltet und zeigen Bibelszenen wie den Einzug in Jerusalem, das Letzte Abendmahl, die Kreuzabnahme sowie den Erzengel Michael mit der Seelenwaage. Die Existenz der Fresken war bis zur Mitte des 20. Jahrhunderts vergessen, bis Pfarrer Clemens Oeftering, dem als Ehrenbürger am Eingang der Kapelle eine Gedenkplatte auf dem Priestergrab gewidmet wurde, die Fresken bei der großen Restaurierung der Michaelskapelle in den 1960er Jahren entdeckte. Die Fresken wurden in den Jahren 2005 bis 2007 erneut restauriert.
Die drei Altäre der Kapelle stammen aus der Zeit um 1690. Der Hauptaltar zeigt die Krönung Mariens und die Heilige Familie. Der linke Seitenaltar zeigt eine Pietà, bei der Jesu Corpus seitlich auf Mariens Schoß liegt. Der rechte Seitenaltar beherbergt den Erzengel Michael, der von den Erzengeln Gabriel und Rafael flankiert wird, wobei unklar ist, welche von den flankierenden Figuren welchen Erzengel darstellt.
Links vom Hauptaltar steht der Grabstein des am 19. Mai 1569 verstorbenen Otto Andreas Keller aus Dillingen, der der erste Pfarrer von Heustreu war.
Die Kanzel stammt wahrscheinlich aus dem späten 18. Jahrhundert. Die früher an ihr angebrachten Halbreliefs der vier Evangelisten verschwanden wie einige weitere Ausstattungsteile bei einem Raubzug.
Im frühen 19. Jahrhundert entstand die Empore. In der zweiten Hälfte des 19. Jahrhunderts wurde die Orgel in der Kirche installiert. Der ursprüngliche Eingang der Kirche befand sich an der Position der Kanzel, was den ungewöhnlichen Standort des Weihwasserbeckens unter der Kanzel erklärt.
Die hölzerne Kassettendecke entstand erst am Ende der Restaurierungsarbeiten von 2007. Vier Schreiner und ein Hilfsarbeiter aus Heustreu haben die Kassettendecke nach historischem Vorbild während ihres Sommerurlaubs auf ehrenamtlicher Basis geschaffen.